# Jason Kreis
Jason Clarence Kreis (* 29. prosince 1972) je bývalý americký fotbalista a reprezentant, od ledna 2019 je trenérem reprezentace USA do 23 let a od ledna 2020 i týmu Fort Lauderdale CF, rezervního týmu Inter Miami CF. Většinu své hráčské kariéry odehrál v Major League Soccer, v týmech Dallas Burn a Real Salt Lake. V MLS odehrál 305 zápasů a se 108 góly je sedmým nejlepším střelcem historie ligy.

## Klubová kariéra
Kreis studoval na Dukeově univerzitě a byl součástí jejího fotbalového týmu zvaného Duke Blue Devils. Současně hrál v United Soccer League za Raleigh Flyers (1993) a za New Orleans Riverboat Gamblers (1994). Po promoci na jaře 1995 podepsal svoji první profesionální smlouvu, vrátil se do Flyers.
V srpnu 1995 podepsal smlouvu s Major League Soccer. V inauguračním draftu byl vybrán na 43. místě týmem Dallas Burn. Dne 18. dubna 1996 se v utkání proti Kansas City Wiz stal historicky prvním střelcem Burn v MLS. V roce 1999 byl Kreis vyhlášen nejlepším hráčem celé ligy, byl nejlepším střelcem i nahrávačem ročníku. Byl také prvním hráčem, který v sezoně zaznamenal alespoň 15 gólů a 15 asistencí. V červnu 2004 vstřelil Kreis 89. gól a v historické tabulce předčil na prvním místě Roye Lassitera. Králem střelců byl až do 22. srpna 2007, kdy byl překonán Jaimem Morenem. Svoji devátou sezonu zakončil s 91 góly a 65 asistencemi, což jsou stále platné rekordy Dallasu.
V listopadu 2004 podepsal s Real Salt Lake a stal se jejich prvním hráčem. Jako v případě Dallasu, i v Salt Lake se stal prvním střelcem klubové historie. V srpnu 2005 se stal prvním hráčem ligy, který vstřelil 100 gólů. V roce 2006 při rozšiřovacím draftu byl nechráněným hráčem a nově vzniklý klub, Toronto FC, si ho skutečně vybralo, Salt Lake ho ale odkoupilo zpět.
Hráčskou kariéru ukončil 3. května 2007 na metě 305 zápasů a 108 gólů.

## Reprezentační kariéra
Kreis odehrál za reprezentaci 14 zápasů, ve kterých si připsal jeden gól.
| Gól | Datum      | Soutěž           | Zápas         | Skóre (minuta) | Výsledek |
| --- | ---------- | ---------------- | ------------- | -------------- | -------- |
| 1   | 8. 9. 1999 | Přátelské utkání | USA – Jamajka | 1:0            | 2:2      |

## Trenérská kariéra
V květnu 2007 Kreis ukončil hráčskou kariéru a okamžitě byl uveden do funkce trenéra. Ve věku 34 let a 127 dní se stal nejmladším trenérem MLS. V sezoně 2009 dovedl Salt Lake k historicky prvnímu titulu v Major League Soccer. Druhý titul mohl přidat v roce 2013, Salt Lake ale ve finále prohráli se Sporting Kansas City na penalty. Na konci roku odmítl prodloužení smlouvy a převzal New York City FC. Angažmá nebylo tolik vydařené, po dvou sezonách z funkce odešel. V červenci 2016 se stal trenérem v Orlando City SC, v červnu 2018 skončil. V roce 2019 byl jmenován trenérem reprezentace USA do 23 let a od ledna 2020 i týmu Fort Lauderdale CF, rezervního týmu Inter Miami CF.